# دیفتامید
دیفتامید (به انگلیسی: Diphthamide) یک ترکیب شیمیایی با شناسه پاب‌کم ۶۴۳۸۳۷۵ است. که جرم مولی آن ۲۹۷٫۳۵۴ g/mol می‌باشد. 